# جيرالد بوند
جيرالد بوند (5 أبريل 1909 - 27 أغسطس 1965) (بالإنجليزية: Gerald Bond)‏ هو لاعب كريكت جنوب أفريقي. شارك مع منتخب جنوب أفريقيا الوطني للكريكت.

## وصلات خارجية
- جيرالد بوند على موقع إي آس بي آن كريك إنفو (الإنجليزية)